# Adriaen Brouwer

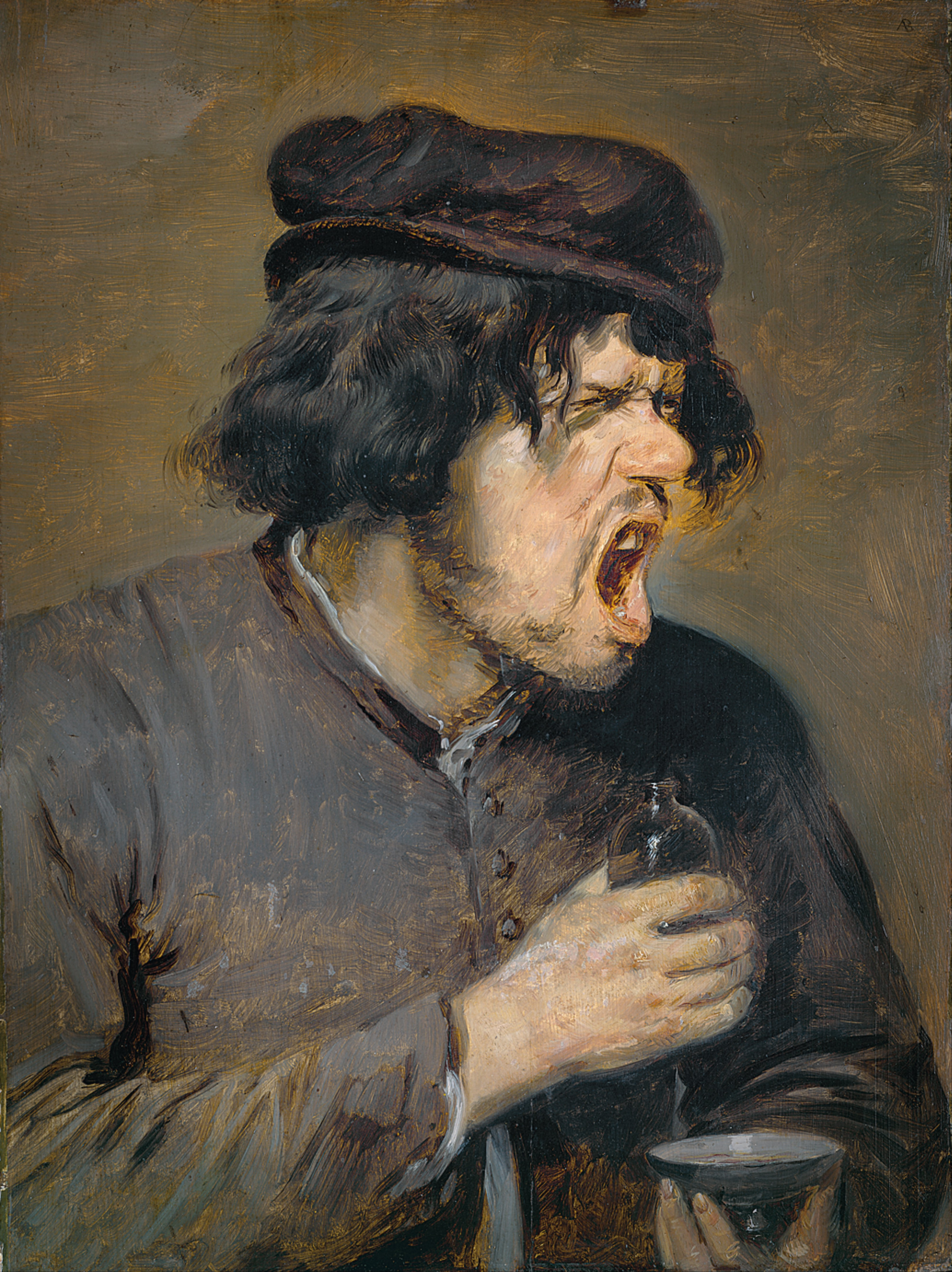
La bebida amarga

Adriaen Brouwer (Oudenaarde, 1605 - Amberes, 1638), fue un pintor flamenco de la pintura de género, activo en Flandes y las Provincias Unidas de los Países Bajos en el siglo XVII.  Fue un innovador importante de la pintura de género a través de sus escenas de la vida de los campesinos, interiores de taberna con peleadores, fumadores y bebedores y retratos expresivos (es decir, tronies). Al final de su carrera pintó unos paisajes, que muestran una trágica intensidad. Su trabajo tuvo una importante influencia en la próxima generación de pintores de género flamencos y holandeses.

## Vida
Todavía hay una serie de cuestiones sin resolver en torno a los primeros años y la carrera de Adriaen Brouwer. Se acepta generalmente que Brouwer nació en Oudenaarde en Flandes en el año 1605 o 1606. Su padre, que también fue llamado Adriaen, trabajó como diseñador de tapices en Oudenaarde, en ese tiempo un centro importante para la producción de tapices en Flandes. Brouwer puede haber estudiado con su padre. Su padre murió cuando Brouwer tenía 15 o 16 años.

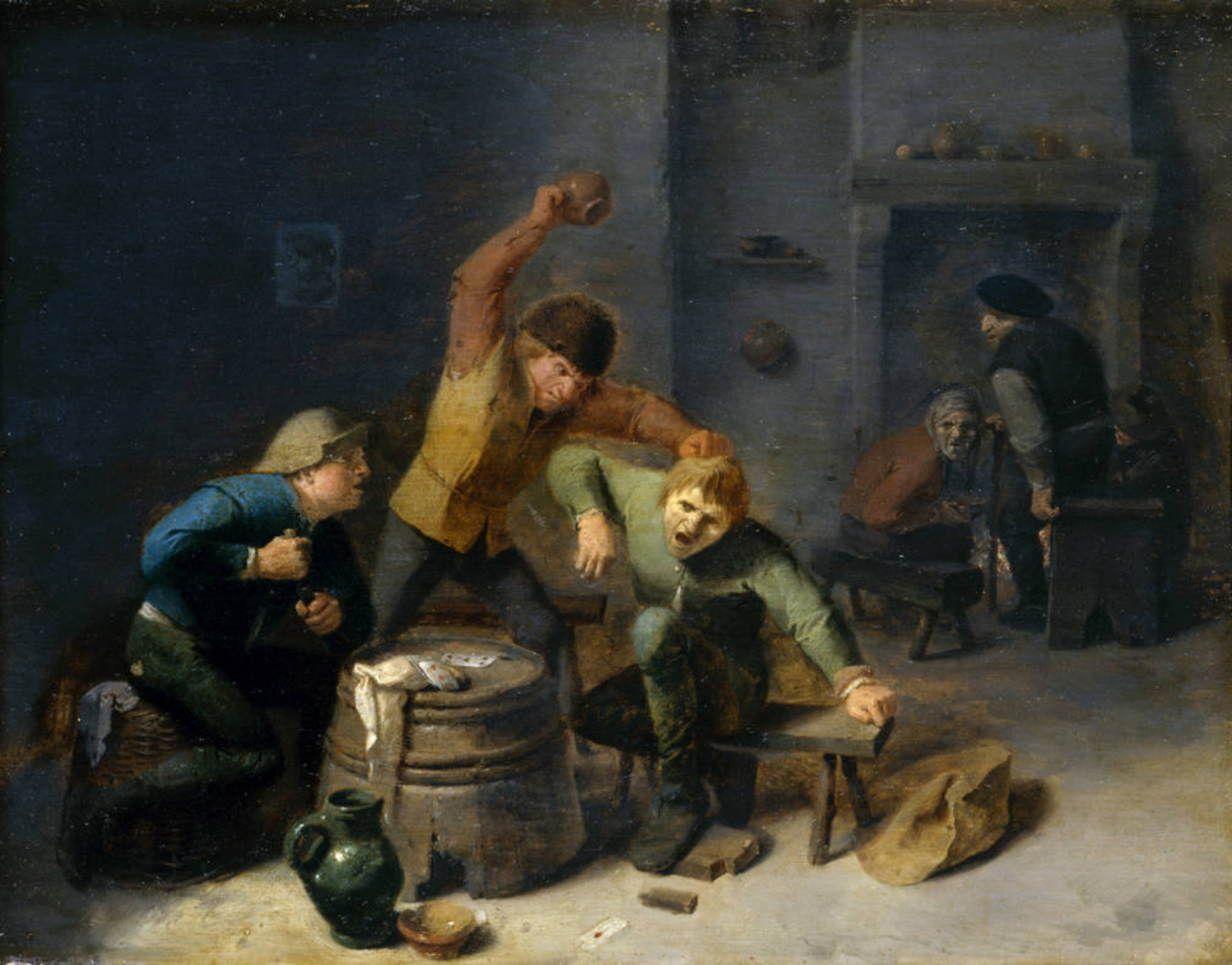
Campesinos peleándose por las cartas

La primera vez que se documenta fue en marzo de 1625, cuando se alojaba en un hostal en Ámsterdam dirigido por el pintor Barent van Someren (c . 1572-1632). Brouwer también se registra en 23 de julio de 1626 como testigo de un notario en una venta de cuadros en Ámsterdam. Debe de haber estado viviendo en Haarlem entonces, como se le menciona en 1626 en relación con la cámara de retóricos 'De Wijngaertranken', una sociedad literaria. Según Arnold Houbraken, Brouwer fue alumno de Frans Hals en Haarlem, pero no hay pruebas documentales y ninguna evidencia de la influencia directa de Hals en su obra.
Cuándo exactamente Adriaen Brouwer dejó Haarlem no se conoce, pero en 1631-1632 fue inscrito en la Guilda de San Lucas de Amberes como maestro independiente. En Amberes mantiene una vida plagada de deudas y relacionada con la comunidad de retóricos De Violeren, lo que ha contribuido a crear su imagen bohemia. Se le menciona con regularidad en los documentos de Amberes en los años siguientes, principalmente en relación con deudas. En los últimos años de su vida fue encarcelado sin conocerse las causas, probablemente por evasión de impuestos o por motivos políticos, ya que las autoridades locales pudieron haberle creído un espía. En la cárcel trabó amistad con un panadero, Joos van Craesbeeck, que fue, posiblemente, su alumno. Se le conoce un alumno confirmado, Jan Dandoy, en 1635.
A pesar de su vida disoluta y su preferencia por los individuos de clase baja, Brouwer fue muy respetado por sus colegas, como lo demuestra el hecho de que Rubens poseía 17 obras de Brouwer al momento de su muerte, de las cuales al menos una la había adquirido antes de conocerle personalmente. Rembrandt también tenía obras de Brouwer en su colección.
Falleció prematuramente en Amberes en enero de 1638. Algunos de sus primeros biógrafos no dudaron en relacionar su deceso con su vida de juerga y excesos con el alcohol. Sin embargo, Houbraken atribuye su muerte a una epidemia. La evidencia de esto último es que originalmente fue enterrado en una fosa común. Un mes después de la muerte, el 1 de febrero de 1638, su cuerpo fue reenterrado en la iglesia carmelita de Amberes por iniciativa, a cuenta y en presencia de sus amigos artistas.

## Obras

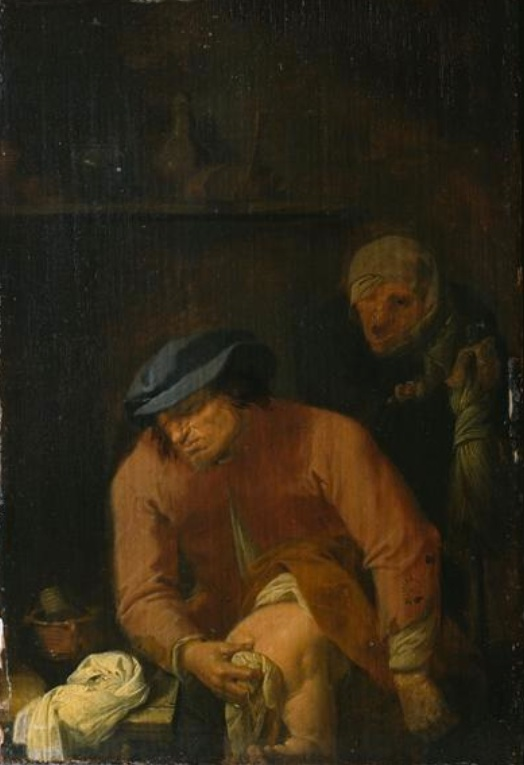
El olfato

Mientras Teniers pinta personajes rústicos en su mayor pulcritud, Brouwer los representa en su aspecto más degradado. No le interesa en lo más mínimo llevar a sus lienzos la clase burguesa, sino que sus asuntos son de un nivel social ínfimo al que pertenecen los aldeanos, aventureros y truhanes, a quienes trata con un gran cariño y piedad. Como ejemplo puede considerarse la Riña de campesinos del Mauritshuis de La Haya. Otra muestra de ese mundo de pícaros y borrachos, por los que sentía tanta predilección, está en el Interior del mesón que se exhibe en el Rijksmuseum de Ámsterdam.
En sus obras más tempranas, hacia 1625, predominan las tonalidades claras con fuerte presencia de rojos y rosas. En un segundo periodo prefiere utilizar tonalidades más atenuadas y cremosas, y difusos efectos de luz.
Se considera a Brouwer como un precursor del impresionismo, debido a que trabaja el lienzo con una pincelada fuerte y desenvuelta, sin matizar ni detallar en modo alguno, para que la vista se fije en el motivo clave de su obra. Se llega de este modo a simplificar en extremo la forma, sacrificándola al colorido. Como paisajista, en Paisaje al atardecer (Louvre), su color inunda el cuadro, dejando plasmado lo esencial de la hora precisa del atardecer.
En España podemos encontrar un El peinado en el Museo del Prado de Madrid.